# Rusłan Salej
Rusłan Albertawicz Salej (biał. Руслан Альбертавіч Салей, ros. Руслан Альбертович Салей – Rusłan Albiertowicz Salej; ur. 2 listopada 1974 w Mińsku, zm. 7 września 2011 w Jarosławiu) – białoruski hokeista, reprezentant Białorusi, trzykrotny olimpijczyk.

## Życiorys
- Progress-SHVSM Grodno (1991–1992)
- Dynama Mińsk (1992–1993)
- Tiwali Mińsk (1993–1995)
- Las Vegas Thunder (1995–1997)
- Baltimore Bandits (1996–1997)
- Cincinnati Mighty Ducks (1996–1997)
- Anaheim Ducks (1996–2004)
- Ak Bars Kazań (2004–2005)
- Anaheim Ducks (2005–2006)
- Florida Panthers (2006–2008)
- Colorado Avalanche (2008–2010)
- Detroit Red Wings (2010–2011)
- Łokomotiw Jarosław (2010–2011)

Wychowanek szkółki SDJuSzOR12 w Mińsku. Jego trenerem-wychowawcą hokejowym był Edward Miłuszew. Od 1996 występował w rozgrywkach NHL, w których rozegrał 14 sezonów. Ostatni rok spędził w Detroit Red Wings. W trakcie kariery określany pseudonimem Rus, Rusty.
Po sezonie NHL (2010/2011) zdecydował się powrócić do Europy. 5 lipca 2011 został zawodnikiem Łokomotiwu Jarosław. Zginął 7 września 2011 w katastrofie samolotu pasażerskiego JAK-42 w pobliżu Jarosławia. Wraz z drużyną leciał do Mińska na inauguracyjny mecz ligi KHL sezonu 2011/12 z Dynama Mińsk.
Tuż po katastrofie nie było do końca pewności, iż Salej faktycznie był na pokładzie samolotu, jako że wcześniej przebywał w Mińsku. Jednakże, jak się okazało, następnie udał się ponownie do Jarosławia, aby odbyć z drużyną jeszcze jeden trening, po czym wyruszył w drogę do Mińska.
10 września 2011 został pochowany w alei honorowej cmentarza Wschodniego (Moskiewskiego) w Mińsku. Miał żonę i trójkę dzieci.

## Statystyki

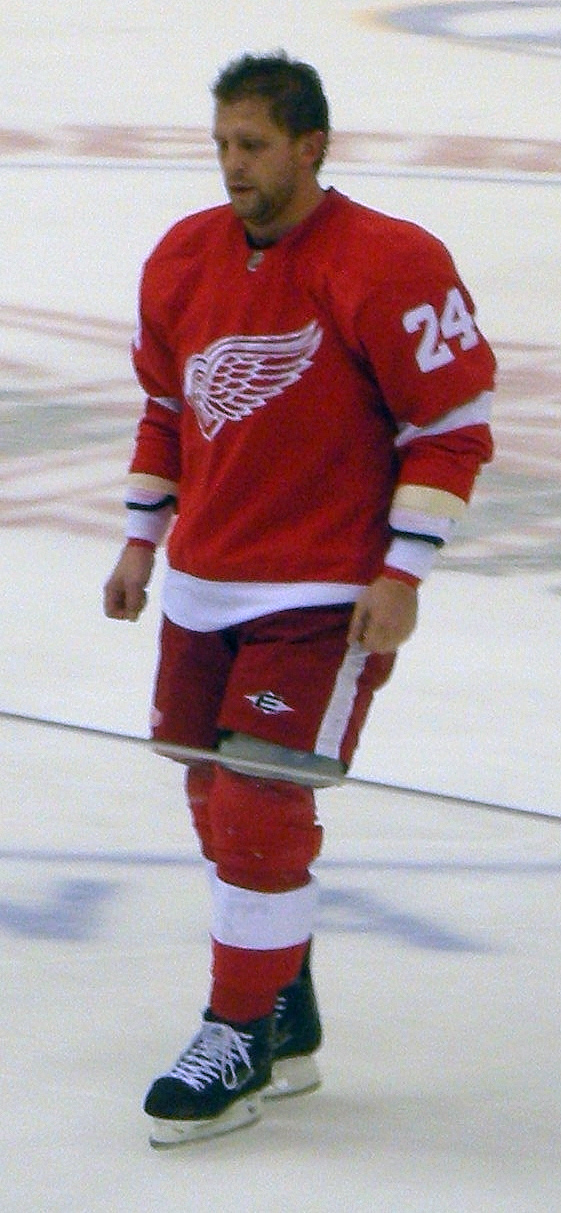
Rusłan Salej w barwach Detroit Red Wings (2010)

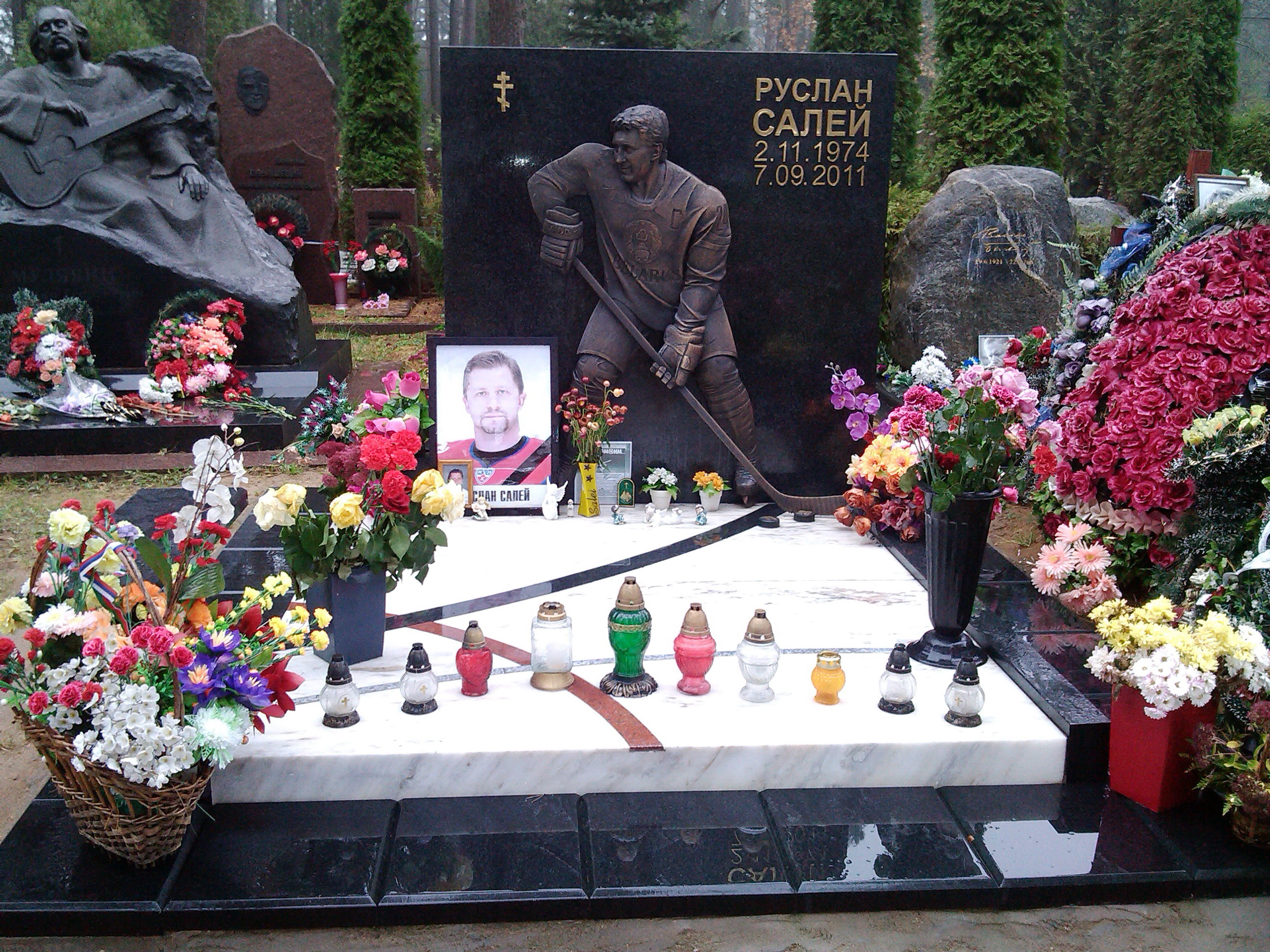
Grób Rusłana Saleja w Mińsku

Rusłan Salej rozegrał łącznie w lidze NHL:
- Sezon zasadniczy: 916 spotkania, zdobył 204 punkty za 45 goli i 159 asyst
- Faza play-off: 62 spotkania, zdobył 16 punktów za 7 goli, 9 asyst

## Kariera reprezentacyjna
Rusłan Salej w reprezentacji Białorusi rozegrał 69 spotkań, w których strzelił 13 goli.
Uczestniczył w turniejach mistrzostw świata w 1994 (Grupa C), 1995 (Grupa C), 1998, 2000, 2001, 2004 (Dywizja I), 2008, 2009, 2010 oraz na zimowych igrzyskach olimpijskich 1998, 2002 i 2010.

## Sukcesy
Reprezentacyjne
- Awans do Grupy B mistrzostw świata: 1995
- Czwarte miejsce w turnieju zimowych igrzysk olimpijskich: 2002
- Awans do Elity mistrzostw świata: 2004

Klubowe
- Złoty medal mistrzostw Białorusi: 1993 z Dynama Mińsk, 1994 i 1995 z Tiwali Mińsk
- Clarence S. Campbell Bowl: 2003 z Anaheim Ducks

Indywidualne
- Mistrzostwa Świata w Hokeju na Lodzie 2004 Dywizja I Grupa A:
  - Pierwsze miejsce w klasyfikacji kanadyjskiej wśród obrońców: 7 punktów
- Mistrzostwa Świata w Hokeju na Lodzie 2008/Elita:
  - Jeden z trzech najlepszych zawodników reprezentacji
- Mistrzostwa Świata w Hokeju na Lodzie 2010 (elita):
  - Jeden z trzech najlepszych zawodników reprezentacji

Wyróżnienia
- Zasłużony Mistrz Sportu Republiki Białorusi: 2002[10]
- Hokeista Roku na Białorusi: 2003, 2004
- Galeria Sławy IIHF: 2014 (pośmiertnie)[11]

## Upamiętnienie
- Tuż po śmierci Saleja, jego kolega z drużyny Detroit Red Wings, Rosjanin Pawieł Daciuk występował z numerem 24 dla jego upamiętnienia.
- 10 lutego 2012 Salej został przyjęty jako pierwszy uhonorowany do nowo założonej Galerii Sławy białoruskiego hokeja na lodzie. Ceremonia odbyła się w hali Mińsk-Arena. W jej trakcie została umieszczona reprezentacyjna koszulka Saleja z numerem 24. Numer został zastrzeżony dla zawodników reprezentacji Białorusi[12].
- Od 2012 w sierpniu przed sezonem hokejowym jest rozgrywany w Mińsku międzynarodowy, klubowy Turniej imienia Rusłana Saleja[13][14].
- 3 września 2012 ukazała się książna biograficzna Po prostu najlepszy. Simply the Best autorstwa Siergieja Ołechnowicza[15].
- 8 września 2012 na cmentarzu w Mińsku odsłonięto pomnik Rusłana Saleja[16].
- Pomnik w hołdzie Salejowi jest planowany przy nowym mińskim lodowisku Czyżouka Arena.
- W maju 2013 w hali Honda Center w Anaheim (Salej rozegrał w tamtejszej drużynie Ducks 9 z wszystkich swoich 14 sezonów NHL) ustanowiono tablicę pamiątkową jego pamięci. Inskrypcja w języku angielskim, rosyjskim i białoruskim brzmi: „Rusłan Salei był gwiazdą National Hockey League przez 14 sezonów”[17]. Ufundowali ją zawodnicy i pracownicy ligi NHL[18].
- W kwietniu 2013 trofeum Puchar Białorusi w hokeju na lodzie został przemianowane na Puchar Rusłana Saleja[19].